# Origini (programma televisivo)
Origini è un programma televisivo di genere documentario e turistico, in onda su Rai 2 dal 1º ottobre 2023 dedicato alla narrazione storica del territorio italiano.

## Edizioni
| Edizioni | Conduttore         | Conduttore       | Periodo           | Periodo          | Puntate |
| Edizioni | Conduttore         | Conduttore       | Inizio            | Fine             | Puntate |
| -------- | ------------------ | ---------------- | ----------------- | ---------------- | ------- |
| 1ª       | Francesco Gasparri | Valentina Caruso | 1º ottobre 2023   | 13 aprile 2024   | 23      |
| 2ª       | Francesco Gasparri | Valentina Caruso | 21 settembre 2024 | 28 dicembre 2024 | 14      |